# Forn de totxo de Quatre Camins
El Forn de totxo de Quatre Camins és una obra de Tivissa (Ribera d'Ebre) inclosa a l'Inventari del Patrimoni Arquitectònic de Catalunya.

## Descripció
Es tracta d'un forn de totxo de planta rectangular en mal estat de conservació. El parament està fet de maons disposats en filades endreçades i arrebossat, tot i que està parcialment perdut.
A la façana principal s'aprecien dues obertures, que es corresponen a finestres, i una obertura amb una biga recent que faria les funcions de llinda. La coberta és de teula tot i que està pràcticament tota desapareguda.
L'interior presenta vegetació i runes de la mateixa construcció.